# Pohin
Pohin est une commune située dans le département de Koumbia de la province de Tuy dans la région des Hauts-Bassins au Burkina Faso.

## Géographie
La commune se trouve à 2,5 km à l'est de Pê.

## Éducation et santé
Le centre de soins le plus proche de Pohin est le centre de santé et de promotion sociale (CSPS) de Pê.